# Nowa Wieś Mała (powiat kętrzyński)
Nowa Wieś Mała (niem. Klein Neuendorf) – wieś w Polsce, położona w województwie warmińsko-mazurskim, w powiecie kętrzyńskim, w gminie Kętrzyn.
| SIMC    | Nazwa     | Rodzaj    |
| ------- | --------- | --------- |
| 0477877 | Brzeźnica | część wsi |

W latach 1975–1998 miejscowość należała administracyjnie do województwa olsztyńskiego.
Wieś należy do sołectwa Nowa Wieś Kętrzyńska.